# Sayed Ashraful Islam
Sayed Ashraful Islam (né en 1952 à Mymensingh, au Bengale oriental, dans le Dominion du Pakistan, et décédé le 3 janvier 2019 à Bangkok, en Thaïlande) était un politicien de la Ligue Awami du Bangladesh. dont il a été secrétaire général. Il a été membre du Parlement et ministre de l'administration publique du gouvernement du Bangladesh. Ashraful Islam a également occupé pendant un certain temps le poste de ministre de l'Administration locale et du Développement rural,,.

## Jeunesse
Sayed Ashraful Islam était le fils aîné de Syed Nazrul Islam, président par intérim du gouvernement Mujibnagar en 1971. Il était membre de Mukti Bahini pendant la guerre de libération du Bangladesh en 1971. Il a été impliqué dans la politique de la vie étudiante. Il est devenu secrétaire général de la Ligue Chhatra du district de Mymensingh et secrétaire adjoint à la publicité de l'unité centrale. Il a également été secrétaire général par intérim de la Ligue Awami après l'arrestation de son secrétaire général, Abdul Jalil. Il a également été porte-parole de la Ligue Awami avant d'en devenir secrétaire général.

## Carrière politique
En 1975, après l'assassinat du père d'Ashraful Islam en prison avec trois autres dirigeants nationaux, il immigre au Royaume-Uni et vit dans le quartier londonien de Tower Hamlets. Alors qu'il y vivait, il a été impliqué dans l'activisme communautaire bangladais et a joué un rôle important dans la formation de la Bangladesh Youth League (BYL). Il a été élu secrétaire à l'éducation de la Federation of Bangladeshi Youth Organisation (FBYO) et a travaillé sur un projet éducatif basé au Montefiore Centre à Tower Hamlets. 
Avant d'immigrer au Royaume-Uni, il a obtenu le Higher Secondary Certificate (HSC) de l'école Mymensingh Zillah en 1973. De retour au Bangladesh en 1996, il a été élu député de sa circonscription, Kishoreganj Sadar, lors des 7es élections nationales du Bangladesh. Il a également été élu député aux élections de 2001. Il a été membre du comité parlementaire permanent du ministère des Affaires étrangères. Il s'est notamment engagé à construire des liaisons routières et ferroviaires développées entre Dacca et sa ville natale, Kishoreganj. Il fait partie d'un comité chargé d'étudier l'échelle salariale des juges. Ashraful a été réélu de la circonscription de Kishoreganj-1 aux 11es élections législatives qui se sont tenues le 30 décembre 2018.

## Controverse
Ashraful Islam a remis en question le rôle du Bangladesh dans l'alliance militaire contre le terrorisme dirigée par l'Arabie saoudite. Il a critiqué la Bangladesh Bank et le ministère des Finances pour le taux d'intérêt élevé.

### Critique de Muhammad Yunus
Ashraful Islam est connu pour ses attaques contre le prix Nobel et fondateur de la Grameen Bank, Muhammad Yunus. En 2012, tout en s'adressant à un programme pour les agriculteurs des coopératives, il a dit, : 

« Son sujet de base est l'économie et il a introduit le programme de microcrédit, mais il n'a pas reçu le prix Nobel d'économie, .... Il (Yunus) a reçu le prix Nobel de la paix. Mais quelle guerre s'est-il arrêtée avec ses activités et sur quel continent a-t-il établi la paix grâce à son programme de microcrédit ? De nos jours, beaucoup d'entre nous savent comment on obtient le prix Nobel. Il y a quelques pays dans le monde et la popularité d'une personne augmente une fois que l'on a des frites, des sandwichs au fromage et du vin blanc dans ces pays. »

### Critique des diplomates américains
Ashraful Islam a également critiqué les diplomates américains. Dans la même réunion où il a critiqué Muhammad Yunus, il a critiqué la Secrétaire d'État Hillary Clinton pour une émission de télévision sur ATN Bangla (en), alléguant qu'elle et le modérateur, Munni Saha, « tentait de saper le Bangladesh »,.
En 2014, lors d'une réunion à Khulnâ, il a appelé la secrétaire adjointe américaine aux affaires d'Asie du Sud et d'Asie centrale, Nisha Desai Biswal, qui était en visite officielle au Bangladesh, « un ministre de deux sous », et a ajouté qu'elle a déclaré qu'elle ne « pouvait pas changer le pouvoir au Bangladesh ». A la même occasion, il a rabaissé l'ambassadeur des États-Unis au Bangladesh, Dan Mozena, l'appelant « Marzina la servante ».

## Maladie
En novembre 2018, Ashraful Islam a reçu un diagnostic de cancer du poumon de stade 4,.Il est décédé le 3 janvier 2019 à Bangkok, en Thaïlande.